# Réparsac
Réparsac – miejscowość i gmina we Francji, w regionie Nowa Akwitania, w departamencie Charente.
Według danych na rok 1990 gminę zamieszkiwało 531 osób, a gęstość zaludnienia wynosiła 48 osób/km² (wśród 1467 gmin regionu Poitou-Charentes, Réparsac plasuje się na 534. miejscu pod względem liczby ludności, natomiast pod względem powierzchni na miejscu 776.).